# Хабаровский
Хабаровский — посёлок в Краснозёрском районе Новосибирской области. Входит в состав Октябрьского сельсовета.

## География
Площадь посёлка — 51 гектар.

## Население
| 2002 | 2007 | 2010 |
| ---- | ---- | ---- |
| 195  | ↘123 | ↘113 |

## Инфраструктура
По данным на 2002 год в посёлке функционируют 1 учреждение культуры (дом культуры), 1 учреждение образования (начальная школа), 1 учреждение здравоохранения (фельдшерско - акушерский пункт), 1 магазин, столовая, филиал Садовского племсовхоза (разведение крупного и мелкого рогатого скота, полеводство), а также работает почтальон. 
По данным на 2007 год в посёлке функционируют 1 учреждение здравоохранения, 1 учреждение образования, 1 учреждение культуры, 1 магазин.  
По данным на 2010 год в посёлке функционируют 1 учреждение здравоохранения (ФАП), 1 учреждение образования (начальная школа), 1 магазин.  
По данным на 2015 год в посёлке частично функционирует 1 учреждение здравоохранения (ФАП) - несколько раз в месяц посёлок обслуживает фельдшер из посёлка Садовый.  
Два раза в неделю в посёлок доставляют почту на автомобиле УАЗ Почты России. 
В январе 2016г. в посёлке вышла из строя водонапорная башня - единственный источник питьевой воды. Более 6-ти месяцев в посёлке не было питьевой воды.  
После неоднократных письменных обращений жителей посёлка к властям местной, районной, областной администрации, а также после обращений в районную и областную прокуратуру, водоснабжение посёлка было восстановлено. В июле - августе 2016г. была построена новая водозаборная скважина. Водопровод вновь начал работать.  
Один раз в 10 дней посёлок обслуживает автолавка из пос. Октябрьский. 
Сообщение с районным центром - автобусное (автобусы ПАЗ), два раза в неделю (вторник, четверг). Во время дождя автобусное сообщение прерывается в связи с отсутствием какого-либо покрытия дороги. 
В 2016г. в посёлке осталось около 15 дворов.  